# خرمالو سرخ
خرمالو سرخ (نام علمی: Diospyros mabacea) نام یک گونه از سرده خرمالو است.